# Loxodontomys pikumche
Loxodontomys pikumche is een zoogdier uit de familie van de Cricetidae. De wetenschappelijke naam van de soort werd voor het eerst geldig gepubliceerd door Spotorno, Cofre, Vilina, Marquet & Walker in 1998.